# 수도권 전철 1호선
수도권 전철 1호선(首都圈 電鐵 一號線)은 경기도 연천군에 있는 연천역부터 인천광역시 중구에 있는 인천역, 충청남도 아산시에 있는 신창역, 경기도 광명시에 있는 광명역 그리고 경기도 오산시에 있는 서동탄역 등을 잇는 수도권 전철의 운행 계통이다.
한국철도공사와 서울교통공사가 공동 운영한다. 경원선, 서울 지하철 1호선, 경부선, 경인선, 경부고속선, 병점기지선, 장항선 등의 여러 노선에 걸쳐 운행되며, 수도권 전철 1호선이란 명칭은 이들 노선에서 운행된 열차에 대한 통합된 명칭이다. 안내 등에 사용된 노선 색은 ■남색이다. 현재 수도권 전철 노선 중 가장 긴 거리를 운행하는 노선이다. 통행방향은 전 구간이 좌측통행이다.

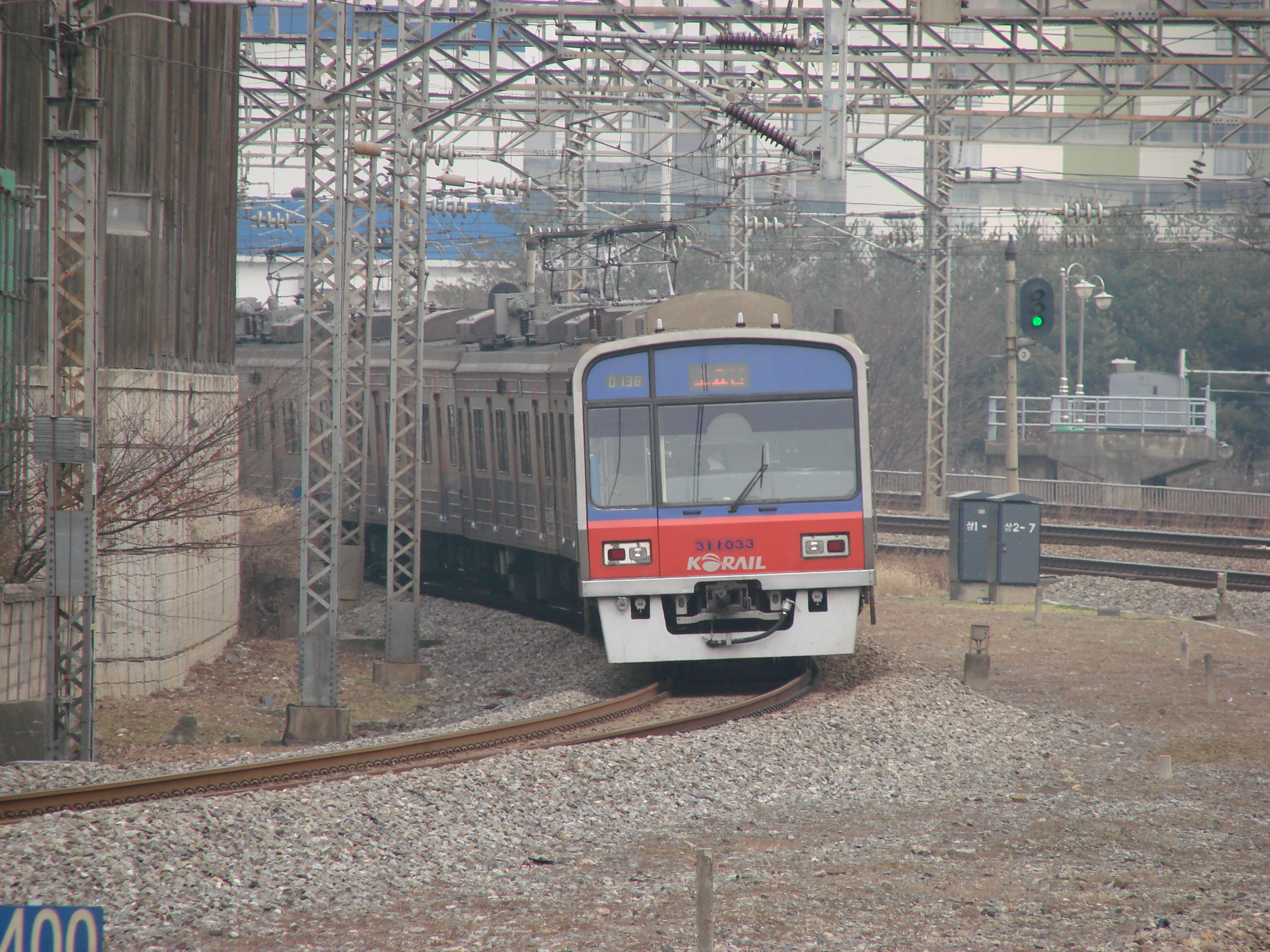
1차분 (2024년 4월 29일 폐차)

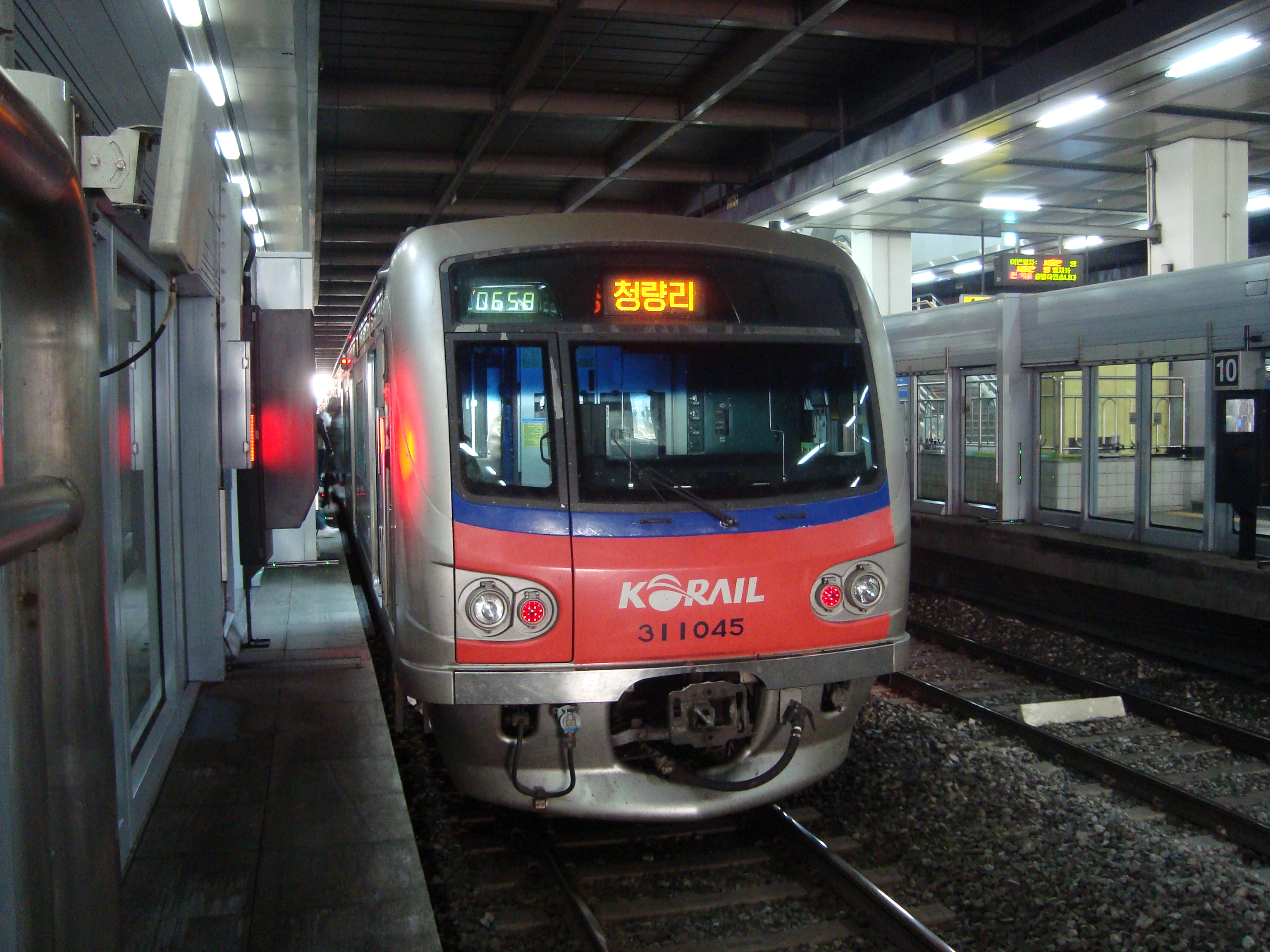
2차분

1974년 8월 15일 서울특별시의 주도로 서울역~청량리 구간의 서울 지하철 1호선을 개통함과 동시에 철도청 소유의 철도 노선인 경원선, 경부선과 경인선에도 통근형 전동차 운행이 시작됐다. 곧이어 둘은 서로 직결 운행을 하게 돼, 수원시와 인천시(현재의 인천광역시)에서도 수도권 전철 서비스를 받을 수 있게 되었다. 현재 서울 지하철 1호선을 기준으로 해, 의정부역, 창동역, 광운대역, 청량리역, 영등포역 등을 비롯한 서울의 부도심과 부평역, 동인천역 등 인천광역시의 도심과 부도심, 그리고 안양역, 수원역, 서동탄역, 평택역 등의 근교 지역을 거쳐 충청남도 천안시, 아산시까지 연결해, 현재 수도권 전철에서 제일 긴 구간을 운행한다. 또 대한민국에서 통근 전철 구간과 도시 철도 구간이 직결 운행한 최초의 운행 계통이다.
초창기엔 간단하게 수도권 전철(首都圈 電鐵) 혹은 국철(國鐵, Korea Nat'l Railroad)로 불렸으며 ■남색을 안내에 사용했다. 1978년 12월 9일에 경원선 용산~청량리역 구간이 전철화되면서 용산~성북(현 광운대역) 간 전동차가 운행을 시작하였다. 1988년 10월 25일은 금정~원곡(현 안산역)을 잇는 안산선이 개통돼 전동차가 운행하기 시작했다. 당시 청량리발 안산행이었으나 이후 구로 → 안산 → 노량진으로 변경됐다. 
2000년에 이름을 (수도권 전철) 1호선으로 바꾸고 여객 안내에서 더는 서울 지하철 1호선을 구별하지 않고, 그 후로는 노선을 구별한 일은 거의 없으며 거의 같은 노선 취급을 받으나, 한국철도공사에선 여객 안내를 제외하고는 아직도 노선별로 명칭을 다르게 쓴 경우가 있다. 2003년 4월 30일은 경부선 수원역에서 병점역까지 전철 연장 개통과 함께 1호선 전동차의 안산선 직결 운행은 중단되었으며 2005년 12월 16일은 회기역에서 덕소역까지 중앙선 전철이 별개로 개통돼 용산~덕소 간 상호 직결 운행개시, 이로서 경원선 용산~성북(현재 광운대역) 구간의 운행은 중단됐다. 2005년 1월 20일 경부선 병점역에서 천안역까지 연장 개통됐고, 2006년 12월 15일은 경원선 의정부북부역에서 소요산역까지 연장 개통되었으며, 2008년 12월 15일에 장항선 복선전철 구간에 포함된 천안역에서 신창역까지 연장 및 탕정역 개통되었으며, 북쪽 구간으로 동두천~연천역 구간을 2023년 12월 16일 단선으로 연장 개통되었다.

## 연혁
- 1974년 8월 15일: 서울 지하철 1호선 청량리~서울역앞역, 경부선 서울역~수원역, 경인선 구로~인천역, 경원선 청량리~성북역구간 38개 전철역 개통 및 상호 노선 직결 전동차 운행 개시, 경인선 일반열차 운행 중지
- 1978년 12월 9일: 경원선 용산~청량리역 간 4개 역 개통, 경원지선 (용산-성북) 운행 계통 운행 개시
- 1979년 2월 1일: 경부선 성대앞역 개통

1980년대 수도권 전철 노선도

- 1980년 1월 5일: 경원선 신이문역, 서빙고역, 회기역, 한남역 개통
- 1980년 7월 10일: 성수역을 응봉역으로 개칭
- 1981년 12월 23일: 경부선 영등포~수원역 간 복복선 및 석수역 개통
- 1982년 9월 25일: 수원~서울 직통열차 신설
- 1983년 6월 30일: 시청앞역을 시청역으로 개칭
- 1984년 1월 1일: 성대앞역을 성균관대역으로 개칭
- 1984년 5월 22일: 경부선 신도림역, 독산역 개통 (서울 지하철 2호선 환승역)
- 1984년 11월 20일: 경인선 백운역 개통
- 1985년 1월 14일: 경원선 석계역 개통
- 1985년 1월 24일: 서울역앞역을 서울역으로 개칭
- 1985년 8월 22일: 경원선 성북~창동 구간 개통과 함께 경원선 창동역에서 서울 지하철 4호선 환승 개시
- 1985년 10월 18일: 경원선 옥수역 개통 (서울 지하철 3호선 환승역)
- 1986년 9월 2일: 경원선 창동역 ~ 의정부역 구간 연장개통
- 1987년 10월 5일: 경원선 의정부북부역 개통
- 1987년 12월 31일: 경인선 중동역, 온수역 개통
- 1989년 10월 25일: 경부선·안산선 금정역 개통 → 안산선 직결 운행 계통 운행 개시
- 1991년 11월 23일: 경부선 영등포~구로역 간 3복선 개통, 영등포-주안 간 반복 열차 투입
- 1994년: 경부선 서울역~영등포역 간 3복선 개통, 영등포발 주안행에서 용산발 주안행으로 전환
- 1994년 7월 11일: 경인선 간석역, 도원역, 부개역, 구일역, 도화역 개통
- 1996년 10월 11일: 경원선 도봉산역에서 서울 지하철 7호선 환승 개시
- 1997년 4월 30일: 경인선 소사역, 경부선 신길역 개통 (서울 지하철 5호선)
- 1999년 1월 29일: 경인선 구로~부평역간 복복선 개통, 용산-주안 보통에서 용산-부평 직통으로 변경
- 2000년 2월 29일: 경인선 온수, 가리봉역에서 서울 지하철 7호선 환승 개시
- 2000년 5월 1일: 수도권 전철과 서울 지하철의 명칭 통합 정책에 의해 기존 국철 구간과 서울 지하철 1호선의 안내 명칭이 수도권 전철 1호선으로 변경됨
- 2002년 3월 15일: 경인선 부평~주안역간 복복선 개통, 기존 용산발 부평역직통에서 주안역직통(급행)으로 변경
- 2003년 4월 30일: 경부선 수원~병점역 구간 연장 개통, 안산선이 수도권 전철 4호선의 단일 운행 구간으로 독립 및 안산-경부선 직결 노선 열차 운행 폐지
- 2003년 7월 30일: 경부선 영등포역의 선로에 떨어진 승객을 구하려던 김행균 2003년 4월부터 당시 열차운용과장(현재 퇴직)이 승객을 구하고 대신 부상한 사고가 발생
- 2004년 6월 25일: 기존 남부화물기지선 의왕역을 오봉역으로, 부곡역을 의왕역으로 각각 역명 변경됨
- 2005년 1월 20일: 경부선 병점~천안역 구간 연장 개통
- 2005년 7월 1일: 가리봉역을 가산디지털단지역으로 역명 변경
- 2005년 12월 16일 경원선 용산역 ~ 회기역 구간이 1호선(국철)에서 분리되어 용산-덕소선(현 ● 수도권 전철 경의·중앙선)이 됨, 동시에 병점역 시종착 전동차가 지하 청량리역에서 성북역까지 연장 운행 개시
- 2005년 12월 21일: 경인선 주안역 ~ 동인천역 간 복복선 개통, 서울 지하철 1호선 동묘앞역과 서울 지하철 6호선 간 환승 개통, 용산역 시종착 급행열차를 주안역에서 동인천역으로 연장운행
- 2005년 12월 27일: 경부선 세마역, 오산대역 개통
- 2006년 6월 30일: 경부선 진위역, 지제역 개통
- 2006년 12월 15일: 경원선 의정부~동두천역 복선 전철화 구간 연장 개통, 동두천~소요산역 단선 전철화 구간 연장 개통, 용산 ~ 광명 간 KTX 광명 셔틀 운행 개시, 의정부북부역을 가능역으로, 동두천역을 동두천중앙역으로, 동안역을 동두천역으로 각각 역명 변경, 기존 의정부북부행은 의정부행, 양주행, 동두천행, 소요산행으로 행선지가 분화됨
- 2006년 12월 15일: 경원선 녹양역, 보산역, 주내역 개통
- 2007년 12월 28일: 경원선 덕계역 개통, 주내역을 양주역으로 역명 변경
- 2008년 12월 1일: KTX 광명 셔틀 운행 구간을 용산역 시종착에서 영등포역 시종착으로 단축 및 열차 편성을 10량에서 4량으로 단축
- 2008년 12월 15일: 장항선 천안~신창역 구간 연장 개통
- 2008년 12월 29일: 시흥역을 금천구청역으로 역명 변경
- 2009년 1월 21일: 경부선 당정역 개통
- 2010년 2월 26일: 병점기지선 서동탄역 연장 개통
- 2013년 2월 25일: 성북역을 광운대역으로 역명 변경
- 2013년 11월 30일: 수도권 전철 분당선 연장 개통에 따른 경부선 수원역에서 분당선 환승 개시
- 2014년 8월 25일: 영등포~병점역 구간 급행열차 운행 개시
- 2015년 3월 28일: 수도권 전철 1호선, 4호선 서울역과 인천국제공항철도 환승 통로 개통
- 2015년 10월 31일: 경부선 노량진역과 서울 지하철 9호선 노량진역 간 환승 통로 개통
- 2016년 2월 1일: 경인선 개봉역과 제물포역에 경인선 급행열차 추가 정차 개시
- 2016년 2월 27일: 수인선(송도~인천) 복선전철 개통으로 경인선 인천역에서 수인선 환승 개시
- 2016년 7월 30일: 경인선 주안역에서 인천 도시철도 2호선 환승 개시
- 2016년 9월 26일: 수도권 전철 경춘선 청량리역, 회기역 환승 개시
- 2016년 12월 9일: 신창급행 신설, 수서평택고속선 개통에 따라 SRT 지제역 연계 이용 개시
- 2017년 7월 7일: 경인선 특급열차 운행 개시 (정차역: 동인천-주안-부평-송내-부천-구로-신도림-노량진-용산)
- 2017년 9월 2일: 서울 지하철 1호선, 2호선 신설동역에서 우이신설선 환승 개시
- 2018년 6월 16일: 경인선 소사역에서 수도권 전철 서해선 환승 개시
- 2019년 12월 30일: 경부선 급행 개편으로 경부선 용산 급행 및 서울 급행 폐지, 청량리 착발로 일원화 및 증회, 금정역과 성균관대역을 급행열차 정차역으로 추가
- 2020년 1월 28일: 서울 급행 운행 재개 및 청량리 급행 6회 완행 전환
- 2020년 9월 12일: 수도권 전철 수인선 전 구간 개통으로 경부선 수원역이 수인·분당선 환승역으로 안내가 대체됨
- 2020년 11월 24일:경부선 지제역을 평택지제역으로 역명 변경
- 2021년 10월 30일: 장항선 탕정역 개통
- 2022년 5월 28일: 경부선 대방역에서 서울 경전철 신림선 환승 개시
- 2022년 6월 20일: 경인선 특급열차 운행 개시 (정차역: 역곡-영등포)
- 2023년 12월 16일: 경원선 소요산역 ~ 연천역 전철화 구간 연장 개통. 소요산역 역사 신설.

## 운영
서울교통공사가 운영하는 서울 지하철 1호선을 제외한 철도 노선들의 소유 기관은 대한민국 정부이며, 국가철도공단의 관리를 받아 운행 계통의 영업 및 운영 권한은 한국철도공사가 소유하고 있다. 서울교통공사도 일부 관리에 참여하나, 제약이 많이 수반된다. 그 예로 운영 계획 및 차량 시간표는 대부분 한국철도공사에서 수립·관리하며, 운행 차량 비율은 서울교통공사 소속 차량보다 한국철도공사 소속 차량이 10배 이상 많고, 또한 서울교통공사 소속 차량 보다는 한국철도공사의 소속 차량의 운행 거리가 많은 등 거의 모든 면에서 한국철도공사가 점유하고 있다.
열차의 운행 횟수는 서울교통공사 소속 전동차는 약 96회, 한국철도공사 소속 전동차는 약 454회이다.

### 경유 노선 목록
| 노선명                | 역 번호                | 하행 기점               | 상행 기점     | 소유자        | 관리자                      | 운영자       |
| --------------------- | ---------------------- | ----------------------- | ------------- | ------------- | --------------------------- | ------------ |
| 경원선                | 100-3~100-1, 100 ~ 123 | 연천역                  | 회기역        | 대한민국 정부 | 국가철도공단                | 한국철도공사 |
| 서울 지하철 1호선     | 124 ~ 133              | 청량리역                | 서울역        | 서울특별시    | 서울특별시 도시기반시설본부 | 서울교통공사 |
| 경부선                | 134 ~ 141 P142 ~ P168  | 남영역 가산디지털단지역 | 구로역 두정역 | 대한민국 정부 | 국가철도공단                | 한국철도공사 |
| 경인선                | 141 ~ 161              | 구로역                  | 인천역        | 대한민국 정부 | 국가철도공단                | 한국철도공사 |
| 천안직결선            | P168, P169             | 두정역                  | 천안역        | 대한민국 정부 | 국가철도공단                | 한국철도공사 |
| 장항선                | P169 ~ P177            | 천안역                  | 신창역        | 대한민국 정부 | 국가철도공단                | 한국철도공사 |
| 병점기지선            | P157 P157-1            | 병점역                  | 서동탄역      | 대한민국 정부 | 국가철도공단                | 한국철도공사 |
| 시흥연결선 경부고속선 | P144 P144-1            | 금천구청역              | 광명역        | 대한민국 정부 | 국가철도공단                | 한국철도공사 |

### 완행
한국철도공사와 서울교통공사가 공동 운영하며, 서울교통공사 소속 전동차의 운행 구간은 양주역 - 인천역 · 광운대역 - 서동탄역이다.

#### 경인·경원선 계통

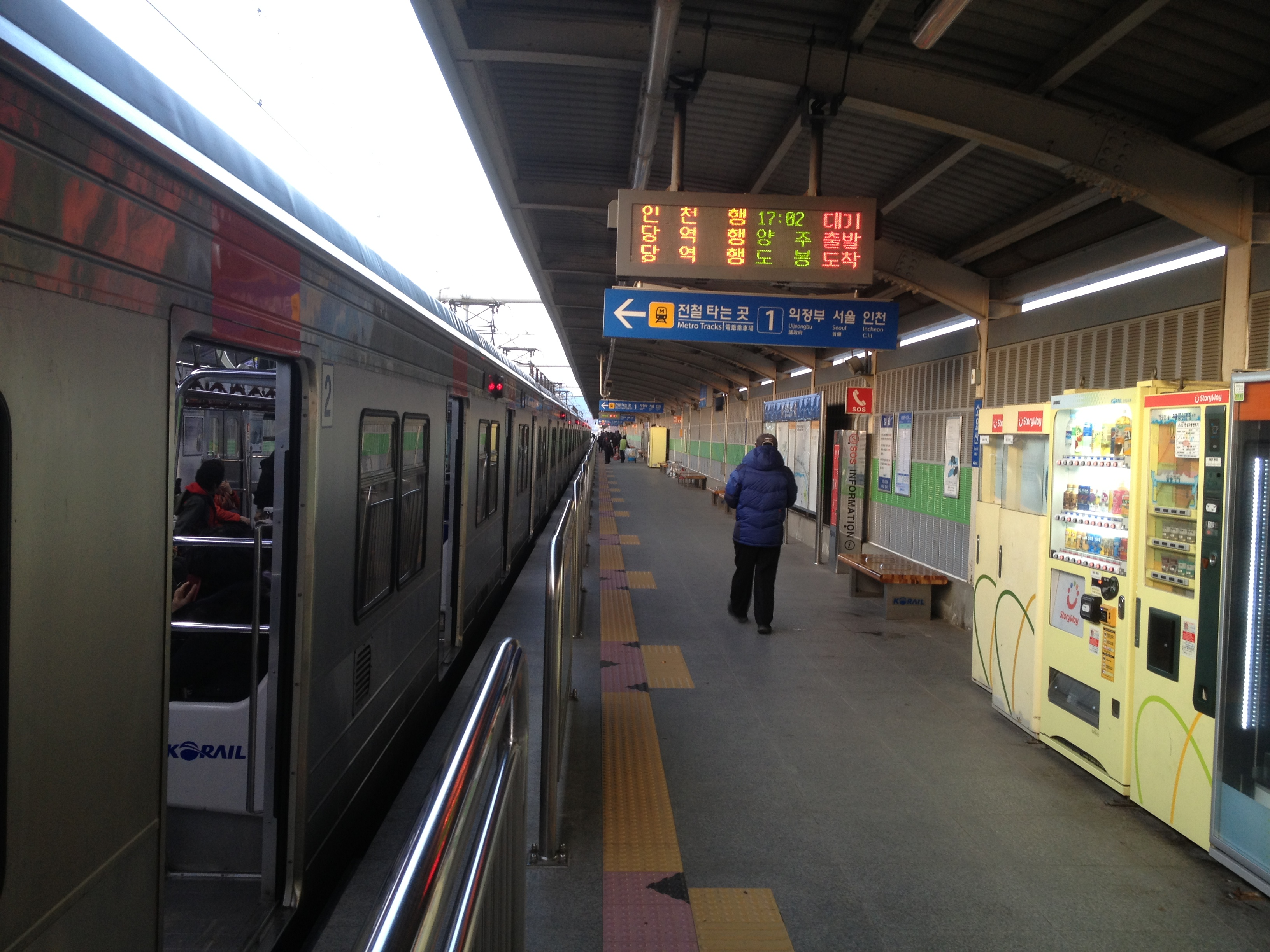
소요산역에서 대기하는 전동차 (임시 승강장으로 이설 전)

- 인천 - 동두천 · 소요산 · 연천 : 경인선 인천역과 경원선 동두천역, 소요산역 혹은 연천역 사이의 모든 역에 정차한다. 한국철도공사 소속 전동차만 운행한다.
- 인천 - 양주 : 가장 운행 빈도가 높은 계통으로 서울교통공사와 한국철도공사 소속 전동차로 공동으로 운행한다. 군자차량사업소로 입고하는 서울교통공사 소속에 한하여 동묘앞역에서 시종착하며, 막차 시간대에 청량리역 → 서울역을 운행하는 경우도 있다. 한국철도공사 소속 전동차의 막차에 한하여 광운대역, 구로역을 종착역으로 삼는다.

#### 경부·장항선 계통

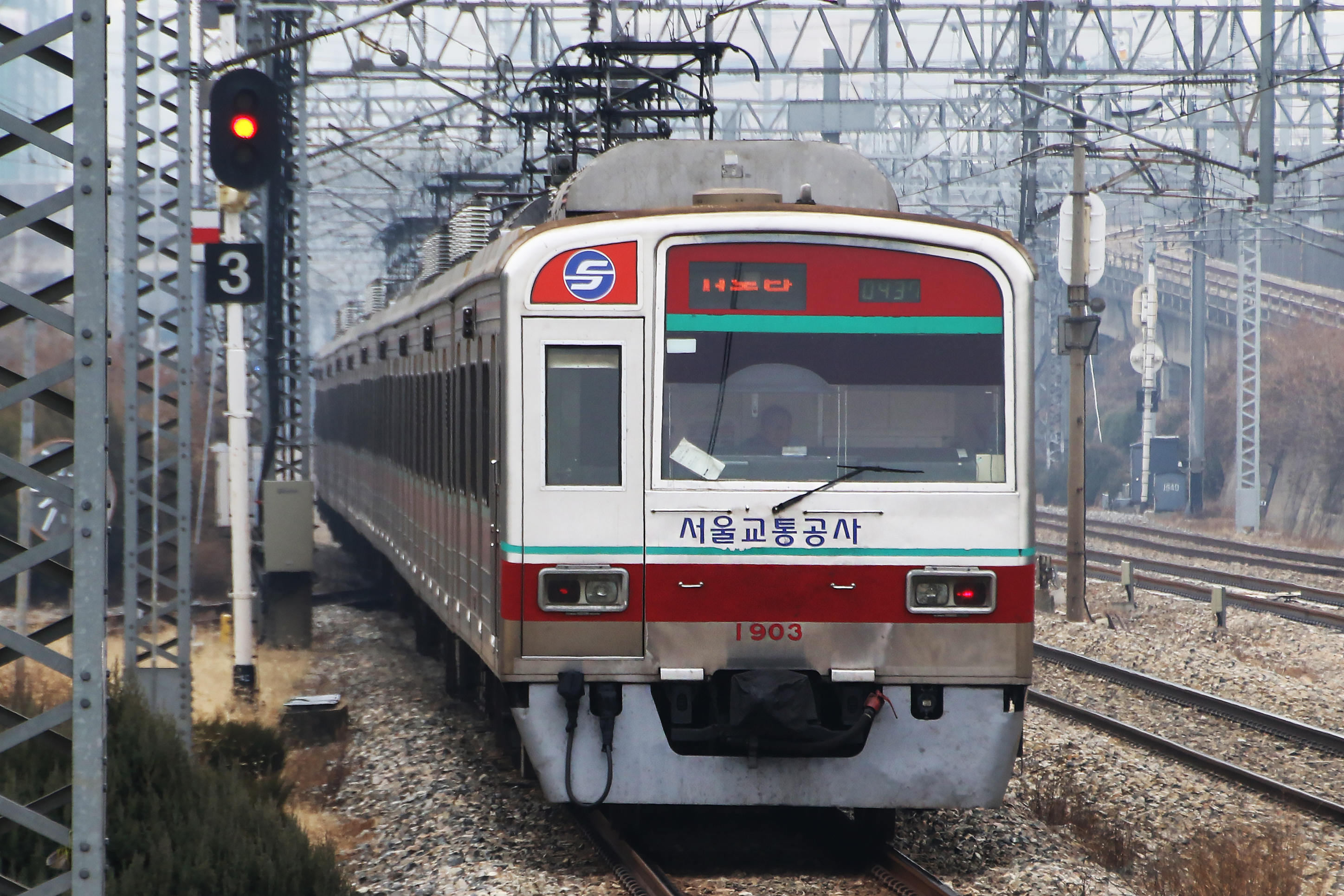
금정역을 출발하는 전동차

- 서동탄 - 병점 - 광운대 : 서동탄역 혹은 경부선 병점역과 경원선 광운대역 사이의 모든 역에 정차하며, 가장 운행 빈도가 높은 계통이다. 서울교통공사와 한국철도공사 소속 전동차가 공동으로 운행한다.[내용주 4] 광운대역 안내시 열차 행선지 안내에서는 광운대역행을 사용한다. 평일 2회 의정부역에서 출발하는 열차가 존재한다.

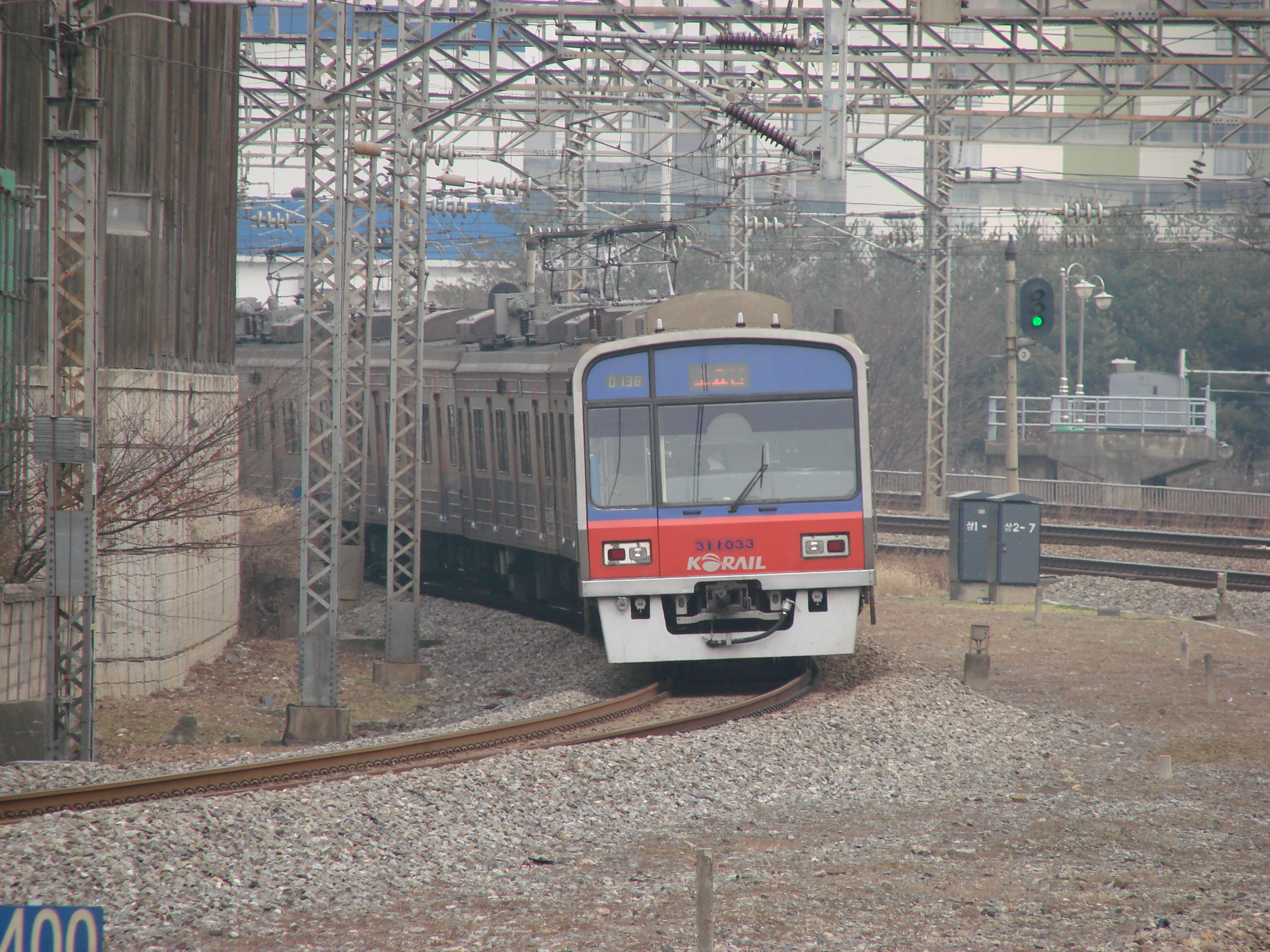
1차분

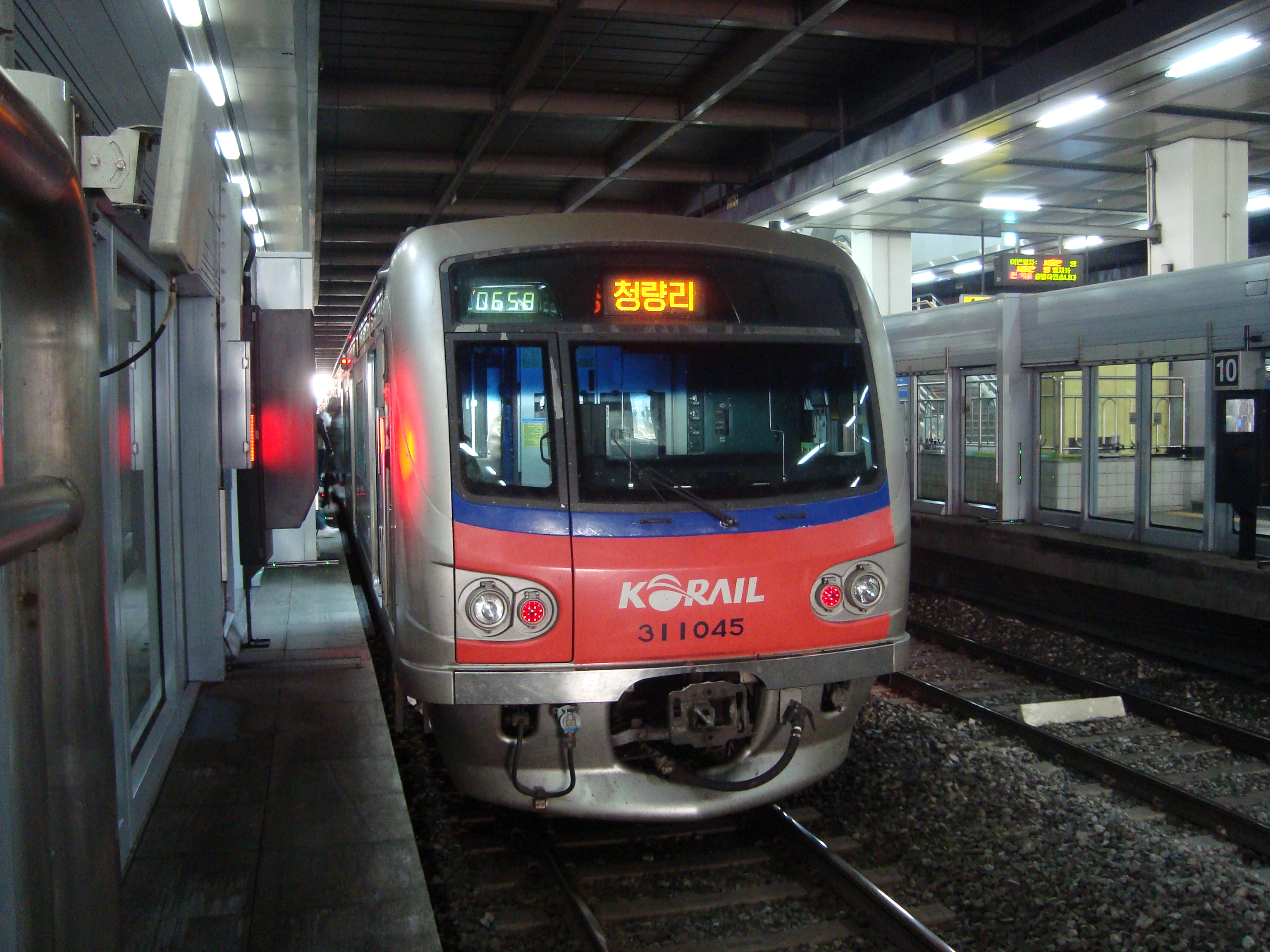
2차분

- 신창 · 천안 - 광운대 : 장항선 신창역 혹은 천안역과 서울 지하철 1호선 광운대역 사이의 모든 역에 정차하며, 경부선을 통하여 아산시, 천안시와 서울특별시간을 편리하게 이어주는 매개교통 역할을 한다. 한국철도공사 소속 전동차만으로 운행하며, 막차 시간 대에는 구로, 병점, 천안까지만 운행한다.

#### 영등포-광명간 셔틀 전철

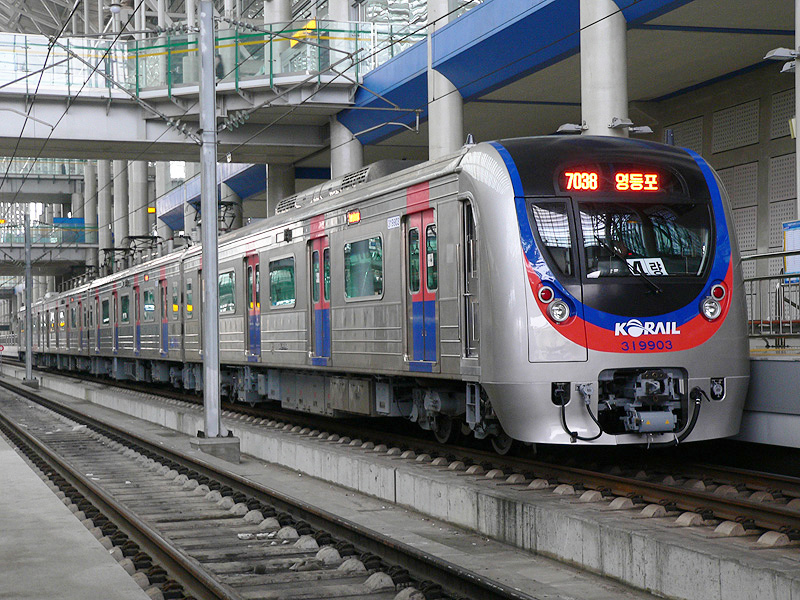
광명역에서 대기중인 영등포행 열차

한강 이남 지역에서 KTX 광명역으로 접근하기 쉽도록 운행되고 있다. 2006년 12월 15일 개통 당시에는 10량 1편성으로 구성되었고, 배차 간격은 약 30분으로 용산 - 광명 간 모든 역에 정차하는 운행 계통이었다. 이용 승객 저조로 2008년 12월 1일부터 영등포 - 광명으로 구간을 단축운행하고 전동차 편성도 4량으로 감축하였다. 영등포 - 구로 구간에서는 경인 급행 선로를, 구로 - 금천구청 구간에서는 기존 경부 2선을, 금천구청역에서는 경부고속선을 따라 운행한다. 또한 하행 셔틀 전철은 공무수행 중인 대통령 전용열차를 제외하면 최우선 순위로 운행하는데 이는 고속철도 열차 접속 실패를 방지하기 위함이다.

### 급행
크게 다음 3개의 계통으로 나뉘며 모두 한국철도공사에서 관리 · 운영한다.
- 경부선 급행 : 청량리 - 천안 / 신창
- 경원선 급행 : 동두천 - 광운대 - 인천
- 경인선 급행 : 용산 - 동인천

#### 용산 - 동인천
- 경인선이 부평역까지 복복선으로 준공된 1999년 1월 29일부터 용산-부평 간을 운행하던 급행이 시초이다.[2] 주안역, 동인천역까지 차례로 복복선이 확충될 때마다 급행도 그에 따라 연장되었다. 소요 시간은 47분이며, 배차 간격은 5~25분 간격이다.
- 2010년 9월 1일부터 동인천역에서 출발하여 주안역, 부평역, 부천역 및 구로~노량진역만을 정차하여 용산역까지 평일 아침시간대 2회 운행하는 경인선 급행A 전동차를 운행하다가[3] 2012년 11월 1일에 폐지되었다.
- 2010년 11월부터 2015년 2월까지 막차 시간에 경원선으로부터 직통 운행하는 인천 급행 열차를 동인천 급행 정차역에 맞추어 1회 운행하였다. #소요산 - 인천 심야급행 문단을 참고하기 바란다.
- 2016년 2월 1일부터 개봉역, 제물포역을 정차하기 시작했다.
- 2017년 7월 7일부터, 이전의 A급행과 유사하게 주안, 부평, 송내, 부천, 구로, 신도림, 노량진역만을 정차하여 동인천역과 용산역을 잇는, 특급이라 불리는 급행이 신설되며, 상·하행 각 9회가 운행된다. 소요시간은 약 40분.[4]
- 2022년 6월 20일부터 특별 급행이 영등포역, 역곡역에 추가로 정차하게 되면서 정차역이 11개로 늘어났다.

- 특급 : 용산 -  노량진 - 영등포 - 신도림 - 구로 - 역곡 - 부천 - 송내 - 부평 - 주안 - 동인천
- 급행 : 용산 - (각역 정차) - 구로 - 개봉 - 역곡 - 부천 - 송내 - 부평 - 동암 - 주안 - 제물포 - 동인천

#### 청량리 - 천안·신창

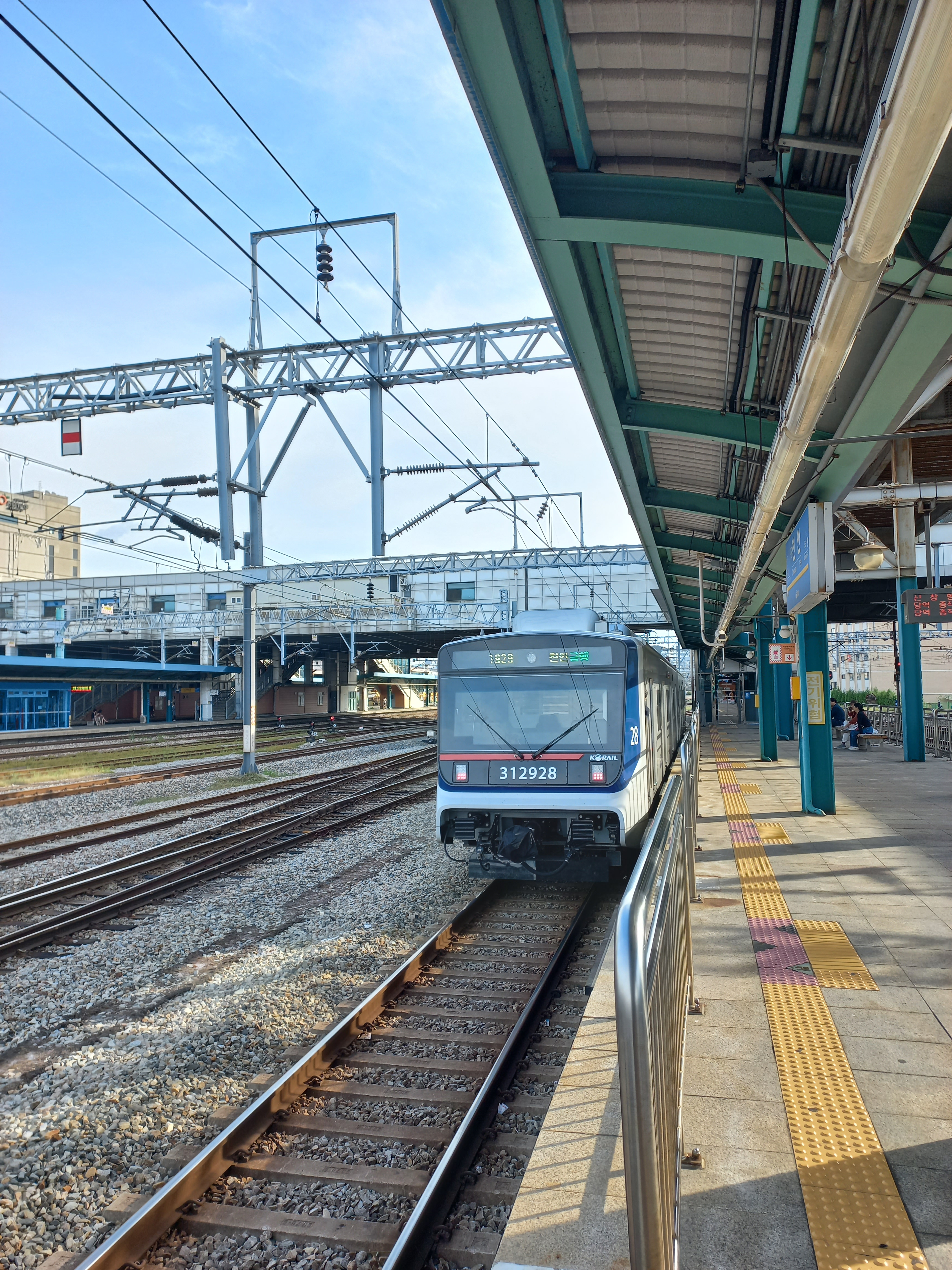
천안역에서 출발하는 전동열차

용산 - 천안 급행을 모태로 하고 있으며, 2012년 11월부터 평일에 한하여 용산-병점 간 운행편성이 추가되었으며, 2016년 12월 9일부터 평일에 한하여 일부 열차가 신창역까지 연장되었다. 2019년 12월 30일 청량리역까지 연장 운행하게 되었고 운행 횟수가 증가하였다. 금정역과 성균관대역, 그리고 서울역 급행의 폐지를 보완하기 위해 일부 시간대에 금천구청역과 의왕역에 추가 정차하게 되었다.
전 구간 완행과 운행 선로를 공유하며, 개편 이전에는 용산 - 안양과 수원 - 두정 구간에서 경부2선, 안양 - 수원 구간에서 경부1선을 이용하여 용산 - 구로 구간에서는 경인선 급행과, 안양 - 수원 구간에서는 일반열차와, 나머지 구간에서는 완행과 운행 선로를 공유하였다.
- 신창 - (각역 정차) -  천안 - 두정 - 성환 - 평택 - 서정리 - 오산 - 병점 - 수원 - 성균관대 - (의왕) - 금정 - 안양 - (금천구청) - 가산디지털단지 - (각역 정차) - 청량리

#### 서울역 - 천안·신창
- 이 열차의 시초는 1982년 9월 25일부터 운행한 서울-수원 출퇴근 직통열차로, 서울역에서 수원역까지 운행하는 중에 중간정차는 안양역에만 정차하였다. 개통 초창기에는 수원→서울 편도로 출근 시간 3회 운행하였으며, 같은 해 10월 20일에 서울→수원 노선 또한 퇴근 시간 3회로 운행을 개시하였다.[7] 이후 시흥역, 군포역, 부곡역이 1999년에 여객열차 영업을 중단하면서 이 역들에 대신 직통열차가 정차하기 시작하였고, 그 후 성균관대역에도 급행 열차가 정차하게 되었다. 안양역 민자역사 공사 기간동안 관악역에 대신 임시 정차한 이력이 있다. 2003년 11월 서울역 신축에 따라 1·4호선 승강장과 급행 승강장을 승차권 재구입 없이 오갈 수 있게 되었다. 기존에는 서울역에서 승차권 재구입이 필요하였기 때문에 영등포역 하차로 완행을 이용할 것을 유도하였다.
- 평일 출근 시간대에 서울행 3회[내용주 5]와 신창행 1회, 평일 퇴근 시간대에 신창행 2회가 운행하며, 2010년 4월 1일부터 2011년 10월 4일까지 일요일 및 공휴일에도 운행을 확대한 이력이 있었다. 영등포역은 모든 상행 열차만 정차하며, 지상 서울역 2번 승강장과 천안역 8번 승강장에서 출발했다. 이때 신창발 차량은 한국철도공사의 지상 서울역 승강장으로 진입하며, 서울역발 차량 역시 지상 서울역 승강장에서 출발하였다. 지상 승강장은 지하 서울역과는 전철 무료 환승통로로 연결되어 있어 완행 전동차나 수도권 전철 4호선, 인천국제공항철도와도 문제 없이 환승할 수 있었다. 열차 외부 행선안내기에는 신창 급행, 서울 급행으로 표시된다. 한국철도공사에서는 자체적으로 ‘B급행’이라고 부르며, 노선도 상의 색상에서 따온 ‘초록 급행’이라는 표현이 사용되기도 했었다. 서울 - 수원 구간에서 경부선 새마을호·무궁화호 열차의 선로인 경부1선을 공유했었다.
- 2019년 12월 30일에 용산-천안, 신창 급행이 청량리로 연장됨에 따라 폐지되었으나, 이로 인한 불편이 제기되어 2020년 1월 8일 병점 출발 서울 행 2회가 임시로 운행을 시작하였고,[8] 같은 달 28일 천안 출발 서울 행으로 전환과 동시에 저녁 시간 서울 출발 천안 행이 1회 추가되었다.
- 2021년 7월 현재 천안 출발 서울 행 1회, 신창 출발 서울 행 1회, 서울 출발 천안 행 1회가 운행 중이다.
- 신창 - (각역정차) - 천안 - 두정 - 성환 - 평택 - 서정리 - 오산 - 병점 - 수원 - 성균관대 - 의왕 - 군포 - 안양 - 금천구청 - (영등포) - 서울역

#### 동두천 - 인천 급행
동인천역과 용산역에서 발착하는 급행과는 별개로, 인천역과 동두천역에서 발차하는 급행이다. 2018년 6월 29일까지 평일 출근 시간대에만 운행되었으나 2018년 7월 2일부터 평일 운행 횟수가 10회 확대되었다. 급행 운행으로 단축되는 시간은 약 11분 정도이다. 정차역은 다음과 같다.
- 인천 - (각역 정차) - 광운대 - 창동 - 도봉산 - 회룡 - 의정부 - 양주 - 덕정 - 지행 - 동두천중앙 - 동두천

2008년 12월 15일 시각표 개정 전까지는 출근 및 퇴근 시간에 모두 운행하였으며, 가능역에 임시정차하였고, 인천-가능 구간의 각 역에 정차하였다. 2018년 7월 2일부터 지행역에도 정차한다.

### 폐지된 운행 계통

#### 경원선 용산-왕십리-성북
1978년 12월 9일부터 경원선 용산역 - 청량리역이 복선 전철화된 이후 경원선 용산 - 왕십리 - 성북 사이를 운행하는 계통이었다. 일부 열차는 선로 용량 관계로 용산 - 왕십리 - 지상 청량리만 운행하기도 하였다. 창동에서 출발하여 성북과 왕십리를 거쳐 용산까지 운행하는 열차도 있었으나 창동역 출발 열차만 있었고, 일요일 및 공휴일을 제외한 평일과 토요일에 한해 아침 시간대에 편도 1회씩만 운행하였다. 이 운행 계통은 2005년 12월 16일에 중앙선 회기 ~ 덕소 구간에 수도권 전철 중앙선이 개통되면서 1호선의 운행 계통에서 완전히 분리되었다. 이는 용산-덕소선으로 현재의 수도권 전철 경의·중앙선의 전신이다.
2000년 당시 ‘지하철 안내체계 개선 사업’의 일환으로 수도권 전철 1 · 3 · 4호선이 운행 기관과 상관 없이 노선 안내명과 노선색이 통일되었다. 이 때 왕십리 경유 경원선 운행 계통은 명시적이지는 않았으나 1호선의 일부분처럼 간주되었다고 볼 수 있다. 그래서 이 운행 계통도 1호선의 다른 구간과 동일하게 남색(●)이 상징색이었다. 또한 1호선 본선 계통과 겹치는 역에는 이 운행 계통을 위한 역 번호가 따로 부여되지 않았다. 그리고 노선도에서 환승역 기호를 본선 계통과 분기·합류하는 역인 용산과 회기에만 표시하였다. 이 점은 경인선 계통과 경부선 계통이 만나는 구로역과 동일한 것이었다. 뿐만 아니라 차량도 공유하였기 때문에 차내에 부착하는 개별 노선도에 이 구간도 함께 그려졌다.
그러다가 2005년 12월 16일에 수도권 전철 중앙선 회기~덕소 구간이 개통하면서 이와 동시에 용산-회기 구간은 노선 자체 회사 방식으로 변경되어 1호선의 운행 계통에서 완전히 별개로 분리, 용산~왕십리~덕소 구간을 운행하게 되었다이와 동시에 새로운 상징색이 부여되었고, 각 역의 번호가 변경되었다. 다만 노선 분리 초기에는 아직 1호선과 열차를 공유하였던 관계로 차내에 부착하는 개별 노선도에는 두 노선이 함께 그려졌었다.
2000년 지하철 안내체계 개선 사업 이후에도 이 운행 계통이나 용산~왕십리~회기 구간을 가리키는 안내 명칭을 명확히 정하지 않았다. 그래서 운영 기관이나 상황에 따라서 경원선이나 국철 등으로 불렸다.
2005년 12월 16일부터는 용산~왕십리~덕소 구간을 운행하게 되면서 1호선과 별개로 분리되었으나 안내 명칭은 여전히 확정되지 못하였다. 이 노선이 한국철도공사의 영업 거리표상 경원선과 중앙선을 모두 이용하였기 때문이다. 그래서 처음에는 임시로 용산-덕소선이라는 명칭이 사용되었다(다른 운영 기관에서는 종종 중앙선으로 표기하는 경우도 있었다). 이후 추가로 역이 개통되면서 운행 계통 내에서 중앙선의 비중이 커지게 되었고, 이에 따라 2007년 12월 27일부터 안내 노선명을 수도권 전철 중앙선으로 최종 확정되었다.

#### 안산역 착발
1988년에 안산선의 개통으로 서울 지하철 1호선 청량리역에서 용산역, 금정역을 경유하여 안산선으로 직결하는 운행 계통이었다. 1994년 서울 지하철 4호선의 과천선과 안산선의 직결 운행으로 운행 구간이 안산-구로나 안산-영등포로 축소되고, 운행 횟수는 2000년 이후 출근시간에 하루 3회만 운행되었다. 운행 구간은 구로발 안산행이나 안산발 용산행으로 더 축소되었으며, 후자는 용산역 민자역사 착공 이후에 노량진행으로 축소되었다. 그러다가 결국 2003년 4월 30일 경부선 수원 ~ 병점 구간 복복선 전철 연장 개통으로 완전히 폐지되었으며, 현재의 안산선은 과천선과 함께 온전한 수도권 전철 4호선의 운행 구간이 되어 더 이상 1호선 차량이 운행하지 않게 되었다.

#### 소요산 - 인천 심야급행
- 2010년 11월 1일 경원선, 경인선 급행 열차와는 별개로, 창동역에서 인천역까지 평일에 한정하여 운행하는 인천행 심야 급행 열차를 1회 추가하였다.[12] 일반 급행 열차와 동일하게 창동역부터 구로역까지는 전역 정차하나, 그 이후 동인천역까지 급행 열차의 정차역에만 정차한다. 동인천역부터 인천역까지는 완행과 동일하게 운행되며, 내선을 사용하는 급행 열차와는 달리 완행 열차가 사용하는 외선을 이용해 주행한다. 2011년 10월 5일 양주역 출발로 변경되었고, 2014년 8월 24일 소요산역 출발로 변경되었다. 2015년 2월 27일에 마지막 운행을 끝으로 완행으로 전환되었다.
- 소요산 - (각역 정차) - 구로 - 역곡 - 부천 - 송내 - 부평 - 동암 - 주안 - 동인천 - 인천
  - 소요산역에서 출발하는 열차만 있었다.

#### 영등포 - 병점 급행
영등포역에서 발차하는 급행으로, 광역버스 입석금지 조치에 따라 2014년 8월 25일부터 신설한 급행이다. 첫차와 막차 시간대에만 운행되었으며, 급행 운행으로 단축되는 시간은 약 40분 정도이었다. 광명 셔틀에서 운행하던 4량 전동차가 운행하였다. 영등포 - 수원 구간에서 경부선 새마을호·무궁화호 열차의 선로인 경부1선을 공유하였다. 2016년 12월 9일 천안-신창 급행 운행 개시 및 광명 셔틀 열차 증편으로 폐지되었다.
정차역은 다음과 같다.
- 영등포 - 안양 - 수원 - 병점

#### 경부선 용산-신창 주말 특급 급행
2013년부터 신설되어 운행을 시작한 급행으로, 주말 및 공휴일에 하루 1회 왕복 운행했다. 일반 경부선 급행과 똑같지만, 급행 필수 정차 역인 안양역, 병점역, 오산역, 서정리역, 성환역은 통과하였다. 일반 급행보다 단축되는 시간은 약 15분 정도이었다. 2018년 7월 1일 1호선 급행 시간표 개편으로 특급 급행 열차는 일반 용산발 신창행 급행으로 전환되었다.
정차역은 다음과 같았다.
- 용산 - (각역정차) - 가산디지털단지 - 수원 - 평택 - 두정 - 천안 - (각역정차) - 신창

## 차량
- 한국철도공사 311000호대 · 312000호대 전동차: 광명역을 제외한 전 구간에 운행하고 있다.
- 한국철도공사 319000호대 전동차: 영등포-광명 셔틀 (4량) 구간에만 운행하고 있다.
- 서울교통공사 1000호대 저항제어 전동차: 양주~인천역, 광운대~서동탄역(10량) 구간에만 운행하고 있다.
- 서울교통공사 1000호대 VVVF 전동차: 양주~인천역, 광운대~서동탄역(10량) 구간에만 운행하고 있다.

## 향후 계획

### 경원선양주회정역
한국토지주택공사(LH)와 국가철도공단은 양주 회천지구 조성 사업으로 인한 경원선 역을 덕정역과 덕계역 사이에 신설하여 당초 2023년 착공, 2025년 개통 예정이었으나 시기가 2년 미뤄져 2025년 착공하여  2027년 개통할 예정이다.

### 장항선아산 탕정역, 풍기역
충청남도 아산시는 2016년 8월 아산·배방역 중간 지점에 먼저 탕정역을 신설하기로 하고, 한국철도시설공단, 한국토지주택공사, 한국철도공사와 위·수탁협약에 서명했다. 2016년 연말까지 설계하고 2018년 10월에 착공하였고 탕정역은 2021년 10월 30일에 개통되었으며 풍기역은 2029년에 개통 예정이다.

### 병점기지선서동탄역~동탄역
경기도 화성시는 현재 병점기지선 종착역인 서동탄역을 동탄신도시까지 연장을 하기 위해서 자체 타당성 조사를 실시했는데 자체 조사 결과 경제성이 높다며 발표했다. 동탄인덕원선의 병점차량사업소 인입선을 활용해 운행할 예정이다.

## 역 목록

### 경원선-서울 지하철 1호선-경부선(서울~구로) -경인선계통
| 노선                   | 역 번호 | 역명        | 역명                            | 역명                      | 접속 노선                                                                                            | 역간 거리 | 누적 거리  | 소재지     | 소재지   | 비고   |
| 노선                   | 역 번호 | 한글        | 로마자                          | 한자                      | 접속 노선                                                                                            | 역간 거리 | 누적 거리  | 소재지     | 소재지   | 비고   |
| ---------------------- | ------- | ----------- | ------------------------------- | ------------------------- | --- | --------- | ---------- | ---------- | -------- | ------ |
| 경 원 선               | 100-3   | 연천        | Yeoncheon                       | 漣川                      | | -         | 0.0        | 경기도     | 연천군   |        |
| 경 원 선               | 100-2   | 전곡        | Jeongok                         | 全谷                      | | 8.7       | 8.7        | 경기도     | 연천군   |        |
| 경 원 선               | 100-1   | 청산        | Cheongsan                       | 靑山                      | | 3.3       | 12.0       | 경기도     | 연천군   |        |
| 경 원 선               | 100     | 소요산      | Soyosan                         | 逍遙山                    | | 5.8       | 17.8       | 경기도     | 동두천시 |        |
| 경 원 선               | 101     | 동두천      | Dongducheon                     | 東豆川                    | | 2.4       | 20.2       | 경기도     | 동두천시 |        |
| 경 원 선               | 102     | 보산        | Bosan                           | 保山                      | | 1.6       | 21.8       | 경기도     | 동두천시 |        |
| 경 원 선               | 103     | 동두천중앙  | Dongducheon Jungang             | 東豆川中央                | | 1.4       | 23.2       | 경기도     | 동두천시 |        |
| 경 원 선               | 104     | 지행        | Jihaeng                         | 紙杏                      | | 1.0       | 24.2       | 경기도     | 동두천시 |        |
| 경 원 선               | 105     | 덕정        | Deokjeong                       | 德亭                      | | 5.6       | 29.8       | 경기도     | 동두천시 | 양주시 |
| 경 원 선               | 106     | 덕계        | Deokgye                         | 德溪                      | | 2.9       | 32.7       | 경기도     |          | 양주시 |
| 경 원 선               | 107     | 양주        | Yangju                          | 楊州                      | | 5.3       | 38.0       | 경기도     |          | 양주시 |
| 경 원 선               | 108     | 녹양        | Nogyang                         | 綠楊                      | | 1.6       | 39.6       | 경기도     | 의정부시 | 양주시 |
| 경 원 선               | 109     | 가능        | Ganeung                         | 佳陵                      | | 1.3       | 40.9       | 경기도     | 의정부시 |        |
| 경 원 선               | 110     | 의정부      | Uijeongbu                       | 議政府                    | 교외선                                                                                               | 1.2       | 42.1       | 경기도     | 의정부시 |        |
| 경 원 선               | 111     | 회룡        | Hoeryong                        | 回龍                      | ● 의정부 경전철                                                                                      | 1.6       | 43.7       | 경기도     | 의정부시 |        |
| 경 원 선               | 112     | 망월사      | Mangwolsa                       | 望月寺                    | | 1.4       | 45.1       | 경기도     | 의정부시 |        |
| 경 원 선               | 113     | 도봉산      | Dobongsan                       | 道峰山                    | ● 서울 지하철 7호선                                                                                  | 2.3       | 47.4       | 서울특별시 | 도봉구   |        |
| 경 원 선               | 114     | 도봉        | Dobong                          | 道峰                      | | 1.2       | 48.6       | 서울특별시 | 도봉구   |        |
| 경 원 선               | 115     | 방학        | Banghak                         | 放鶴                      | | 1.3       | 49.9       | 서울특별시 | 도봉구   |        |
| 경 원 선               | 116     | 창동        | Chang-dong                      | 倉洞                      | ● 수도권 전철 4호선                                                                                  | 1.7       | 51.6       | 서울특별시 | 도봉구   |        |
| 경 원 선               | 117     | 녹천        | Nokcheon                        | 鹿川                      | | 1.0       | 52.6       | 서울특별시 | 도봉구   |        |
| 경 원 선               | 118     | 월계        | Wolgye                          | 月溪                      | | 1.4       | 54.0       | 서울특별시 | 노원구   |        |
| 경 원 선               | 119     | 광운대      | Kwangwoondae                    | 光云大                    | ● 수도권 전철 경춘선(평일 일부)                                                                      | 1.1       | 55.1       | 서울특별시 | 노원구   |        |
| 경 원 선               | 120     | 석계        | Seokgye                         | 石溪                      | ● 서울 지하철 6호선                                                                                  | 1.1       | 56.2       | 서울특별시 | 노원구   |        |
| 경 원 선               | 121     | 신이문      | Sinimun                         | 新里門                    | | 1.4       | 57.6       | 서울특별시 | 동대문구 |        |
| 경 원 선               | 122     | 외대앞      | Hankuk Univ. of Foreign Studies | 外大앞                    | | 0.8       | 58.4       | 서울특별시 | 동대문구 |        |
| 경 원 선               | 123     | 회기        | Hoegi                           | 回基                      | ● 수도권 전철 경의·중앙선 ● 수도권 전철 경춘선 (일부)                                                | 0.8       | 59.2       | 서울특별시 | 동대문구 |        |
| 서 울 지 하 철 1 호 선 | 124     | 청량리      | Cheongnyangni                   | 淸凉里                    | ● 수도권 전철 경의·중앙선 ● 수도권 전철 경춘선 (일부) ● 수도권 전철 수인·분당선 (일부) 경원선 중앙선 | 1.4       | 60.6       | 서울특별시 | 동대문구 |        |
| 서 울 지 하 철 1 호 선 | 125     | 제기동      | Jegi-dong                       | 祭基洞                    | | 1.0       | 61.6       | 서울특별시 | 동대문구 |        |
| 서 울 지 하 철 1 호 선 | 126     | 신설동      | Sinseol-dong                    | 新設洞                    | ● 서울 지하철 2호선 (성수지선) ● 서울 경전철 우이신설선                                              | 0.9       | 62.5       | 서울특별시 | 동대문구 |        |
| 서 울 지 하 철 1 호 선 | 127     | 동묘앞      | Dongmyo Ap                      | 東廟앞                    | ● 서울 지하철 6호선                                                                                  | 0.7       | 63.2       | 서울특별시 | 종로구   |        |
| 서 울 지 하 철 1 호 선 | 128     | 동대문      | Dongdaemun                      | 東大門                    | ● 수도권 전철 4호선                                                                                  | 0.6       | 63.8       | 서울특별시 | 종로구   |        |
| 서 울 지 하 철 1 호 선 | 129     | 종로5가     | Jongno 5(o)-ga                  | 鍾路5街                   | | 0.8       | 64.6       | 서울특별시 | 종로구   |        |
| 서 울 지 하 철 1 호 선 | 130     | 종로3가     | Jongno 3(sam)-ga                | 鍾路3街                   | ● 수도권 전철 3호선 ● 수도권 전철 5호선                                                              | 0.9       | 65.5       | 서울특별시 | 종로구   |        |
| 서 울 지 하 철 1 호 선 | 131     | 종각        | Jonggak                         | 鐘閣                      | | 0.8       | 66.3       | 서울특별시 | 종로구   |        |
| 서 울 지 하 철 1 호 선 | 132     | 시청        | City Hall                       | 市廳                      | ● 서울 지하철 2호선                                                                                  | 1.0       | 67.3       | 서울특별시 | 중구     |        |
| 서 울 지 하 철 1 호 선 | 133     | 서울역      | Seoul Station                   | 京尔驛                    | ● 수도권 전철 4호선 ● 인천국제공항철도 ● 수도권 전철 경의·중앙선 경의선 ● 수도권 광역급행철도 A노선  | 1.1       | 68.4       | 서울특별시 | 중구     |        |
| 경 부 선               | 134     | 남영        | Namyeong                        | 南營                      | | 1.7       | 70.1       | 서울특별시 | 용산구   |        |
| 경 부 선               | 135     | 용산        | Yongsan                         | 龍山                      | ● 수도권 전철 경의·중앙선                                                                            | 1.5       | 71.6       | 서울특별시 | 용산구   |        |
| 경 부 선               | 136     | 노량진      | Noryangjin                      | 鷺梁津                    | ● 서울 지하철 9호선                                                                                  | 2.6       | 74.2       | 서울특별시 | 동작구   |        |
| 경 부 선               | 137     | 대방        | Daebang                         | 大方                      | ● 서울 경전철 신림선                                                                                 | 1.5       | 75.7       | 서울특별시 | 영등포구 |        |
| 경 부 선               | 138     | 신길        | Singil                          | 新吉                      | ● 수도권 전철 5호선                                                                                  | 0.8       | 76.5       | 서울특별시 | 영등포구 |        |
| 경 부 선               | 139     | 영등포      | Yeongdeungpo                    | 永登浦                    | | 1.0       | 77.5       | 서울특별시 | 영등포구 |        |
| 경 부 선               | 140     | 신도림      | Sindorim                        | 新道林                    | ● 서울 지하철 2호선                                                                                  | 1.5       | 79.0       | 서울특별시 | 구로구   |        |
| 경 부 선               | 141     | 구로        | Guro                            | 九老                      | ● 수도권 전철 1호선 (광명행 · 서동탄행 · 신창행)                                                     | 1.1       | 80.1       | 서울특별시 | 구로구   |        |
| 경 인 선               | 141     | 구로        | Guro                            | 九老                      | ● 수도권 전철 1호선 (광명행 · 서동탄행 · 신창행)                                                     | 1.1       | 80.1       | 서울특별시 | 구로구   |        |
| 142                    | 구일    | Guil        | 九一                            |                           | 1.4                                                                                                  | 81.5      |            | 서울특별시 | 구로구   |        |
| 143                    | 개봉    | Gaebong     | 開峰                            |                           | 1.0                                                                                                  | 82.5      |            | 서울특별시 | 구로구   |        |
| 144                    | 오류동  | Oryu-dong   | 梧柳洞                          |                           | 1.3                                                                                                  | 83.8      |            | 서울특별시 | 구로구   |        |
| 145                    | 온수    | Onsu        | 溫水                            | ● 서울 지하철 7호선       | 1.9                                                                                                  | 85.7      |            | 서울특별시 | 구로구   |        |
| 146                    | 역곡    | Yeokgok     | 驛谷                            |                           | 1.3                                                                                                  | 87.0      | 경기도     | 부천시     |          |        |
| 147                    | 소사    | Sosa        | 素砂                            | ● 수도권 전철 서해선      | 1.5                                                                                                  | 88.5      | 경기도     | 부천시     |          |        |
| 148                    | 부천    | Bucheon     | 富川                            |                           | 1.1                                                                                                  | 89.6      | 경기도     | 부천시     |          |        |
| 149                    | 중동    | Jung-dong   | 中洞                            |                           | 1.7                                                                                                  | 91.3      | 경기도     | 부천시     |          |        |
| 150                    | 송내    | Songnae     | 松內                            |                           | 1.0                                                                                                  | 92.3      | 경기도     | 부천시     |          |        |
| 151                    | 부개    | Bugae       | 富開                            |                           | 1.2                                                                                                  | 93.5      | 인천광역시 | 부평구     |          |        |
| 152                    | 부평    | Bupyeong    | 富平                            | ● 인천 도시철도 1호선     | 1.5                                                                                                  | 95.0      | 인천광역시 | 부평구     |          |        |
| 153                    | 백운    | Baegun      | 白雲                            |                           | 1.7                                                                                                  | 96.7      | 인천광역시 | 부평구     |          |        |
| 154                    | 동암    | Dongam      | 銅岩                            |                           | 1.5                                                                                                  | 98.2      | 인천광역시 | 부평구     |          |        |
| 155                    | 간석    | Ganseok     | 間石                            |                           | 1.2                                                                                                  | 99.4      | 인천광역시 | 남동구     |          |        |
| 156                    | 주안    | Juan        | 朱安                            | ● 인천 도시철도 2호선     | 1.2                                                                                                  | 100.6     | 인천광역시 | 미추홀구   |          |        |
| 157                    | 도화    | Dohwa       | 道禾                            |                           | 1.0                                                                                                  | 101.6     | 인천광역시 | 미추홀구   |          |        |
| 158                    | 제물포  | Jemulpo     | 濟物浦                          |                           | 1.0                                                                                                  | 102.6     | 인천광역시 | 미추홀구   |          |        |
| 159                    | 도원    | Dowon       | 桃源                            |                           | 1.4                                                                                                  | 104.0     | 인천광역시 | 동구       |          |        |
| 160                    | 동인천  | Dongincheon | 東仁川                          |                           | 1.2                                                                                                  | 105.2     | 인천광역시 | 중구       |          |        |
| 161                    | 인천    | Incheon     | 仁川                            | ● 수도권 전철 수인·분당선 | 1.9                                                                                                  | 107.1     | 인천광역시 | 중구       |          |        |

### 경부선(서울~두정) - 천안직결선 (두정~천안) - 장항선(천안~신창) 계통
| 노선       | 역 번호        | 역명                             | 역명                  | 역명                    | 접속 노선                            | 역간 거리 | 누적 거리 | 소재지     | 소재지 | 비고                          |
| 노선       | 역 번호        | 한글                             | 로마자                | 한자                    | 접속 노선                            | 역간 거리 | 누적 거리 | 소재지     | 소재지 | 비고                          |
| ---------- | -------------- | -------------------------------- | --------------------- | ----------------------- | ------------------------------------ | --------- | --------- | ---------- | ------ | ----------------------------- |
| 경 부 선   | 141            | 구로                             | Guro                  | 九老                    | ● 수도권 전철 1호선 (인천행, 연천행) | 1.1       | 80.1      | 서울특별시 | 구로구 | 수 도 권 통 합 요 금 제 구 간 |
| 경 부 선   | P142           | 가산디지털단지                   | Gasan Digital Complex | 加山디지털團地          | ● 서울 지하철 7호선                  | 2.4       | 82.5      | 서울특별시 | 금천구 | 수 도 권 통 합 요 금 제 구 간 |
| 경 부 선   | P143           | 독산                             | Doksan                | 禿山                    |                                      | 2.0       | 84.5      | 서울특별시 | 금천구 | 수 도 권 통 합 요 금 제 구 간 |
| 경 부 선   | P144           | 금천구청                         | Geumcheon-gu Office   | 衿川區廳                | ● 수도권 전철 1호선 (광명행)         | 1.2       | 85.7      | 서울특별시 | 금천구 | 수 도 권 통 합 요 금 제 구 간 |
| 경 부 선   | P145           | 석수                             | Seoksu                | 石水                    |                                      | 2.3       | 88.0      | 경기도     | 안양시 | 수 도 권 통 합 요 금 제 구 간 |
| 경 부 선   | P146           | 관악                             | Gwanak                | 冠岳                    |                                      | 1.9       | 89.9      | 경기도     | 안양시 | 수 도 권 통 합 요 금 제 구 간 |
| 경 부 선   | P147           | 안양                             | Anyang                | 安養                    |                                      | 2.4       | 92.3      | 경기도     | 안양시 | 수 도 권 통 합 요 금 제 구 간 |
| 경 부 선   | P148           | 명학                             | Myeonghak             | 鳴鶴                    |                                      | 2.2       | 94.5      | 경기도     | 안양시 | 수 도 권 통 합 요 금 제 구 간 |
| 경 부 선   | P149           | 금정                             | Geumjeong             | 衿井                    | ● 수도권 전철 4호선                  | 1.4       | 95.9      | 경기도     | 군포시 | 수 도 권 통 합 요 금 제 구 간 |
| 경 부 선   | P150           | 군포                             | Gunpo                 | 軍浦                    |                                      | 2.2       | 98.1      | 경기도     | 군포시 | 수 도 권 통 합 요 금 제 구 간 |
| 경 부 선   | P151           | 당정                             | Dangjeong             | 堂井                    |                                      | 1.6       | 99.7      | 경기도     | 군포시 | 수 도 권 통 합 요 금 제 구 간 |
| 경 부 선   | P152           | 의왕                             | Uiwang                | 義王                    |                                      | 2.6       | 102.3     | 경기도     | 의왕시 | 수 도 권 통 합 요 금 제 구 간 |
| 경 부 선   | P153           | 성균관대                         | Sungkyunkwan Univ.    | 成均館大                |                                      | 2.9       | 105.2     | 경기도     | 수원시 | 수 도 권 통 합 요 금 제 구 간 |
| 경 부 선   | P154           | 화서                             | Hwaseo                | 華西                    |                                      | 2.6       | 107.8     | 경기도     | 수원시 | 수 도 권 통 합 요 금 제 구 간 |
| 경 부 선   | P155           | 수원                             | Suwon                 | 水原                    | ● 수도권 전철 수인·분당선            | 2.1       | 109.9     | 경기도     | 수원시 | 수 도 권 통 합 요 금 제 구 간 |
| 경 부 선   | P156           | 세류                             | Seryu                 | 細柳                    |                                      | 2.9       | 112.8     | 경기도     | 수원시 | 수 도 권 통 합 요 금 제 구 간 |
| 경 부 선   | P157           | 병점                             | Byeongjeom            | 餠店                    | ● 수도권 전철 1호선 (서동탄행)       | 4.3       | 117.1     | 경기도     | 화성시 | 수 도 권 통 합 요 금 제 구 간 |
| 경 부 선   | P158           | 세마                             | Sema                  | 洗馬                    |                                      | 2.4       | 120.5     | 경기도     | 오산시 | 수 도 권 통 합 요 금 제 구 간 |
| 경 부 선   | P159           | 오산대                           | Osan Univ.            | 烏山大                  |                                      | 2.7       | 122.2     | 경기도     | 오산시 | 수 도 권 통 합 요 금 제 구 간 |
| 경 부 선   | P160           | 오산                             | Osan                  | 烏山                    |                                      | 2.7       | 124.9     | 경기도     | 오산시 | 수 도 권 통 합 요 금 제 구 간 |
| 경 부 선   | P161           | 진위                             | Jinwi                 | 振威                    |                                      | 4.0       | 128.6     | 경기도     | 평택시 | 수 도 권 통 합 요 금 제 구 간 |
| 경 부 선   | P162           | 송탄                             | Songtan               | 松炭                    |                                      | 3.8       | 132.3     | 경기도     | 평택시 | 수 도 권 통 합 요 금 제 구 간 |
| 경 부 선   | P163           | 서정리                           | Seojeongni            | 西井里                  |                                      | 2.2       | 134.5     | 경기도     | 평택시 | 수 도 권 통 합 요 금 제 구 간 |
| 경 부 선   | P164           | 평택지제                         | PyeongtaekJije        | 平澤芝制                | 수서평택고속선                       | 4.8       | 139.7     | 경기도     | 평택시 | 수 도 권 통 합 요 금 제 구 간 |
| 경 부 선   | P165           | 평택                             | Pyeongtaek            | 平澤                    |                                      | 3.7       | 143.4     | 경기도     | 평택시 | 수 도 권 통 합 요 금 제 구 간 |
| 경 부 선   | P166           | 성환                             | Seonghwan             | 成歡                    |                                      | 9.4       | 152.8     | 충청남도   | 천안시 | 수 도 권 외 구 간             |
| 경 부 선   | P167           | 직산                             | Jiksan                | 稷山                    |                                      | 5.4       | 158.2     | 충청남도   | 천안시 | 수 도 권 외 구 간             |
| 경 부 선   |                | 부성(가칭)                       | Buseong               |                         |                                      |           |           | 충청남도   | 천안시 | 수 도 권 외 구 간             |
| 경 부 선   | P168           | 두정                             | Dujeong               | 斗井                    |                                      | 3.8       | 162.0     | 충청남도   | 천안시 | 수 도 권 외 구 간             |
| 천안직결선 |                |                                  |                       |                         |                                      |           |           | 충청남도   | 천안시 | 수 도 권 외 구 간             |
| 장 항 선   |                |                                  |                       |                         |                                      |           |           | 충청남도   | 천안시 | 수 도 권 외 구 간             |
| P169       | 천안           | Cheonan                          | 天安                  | 경부선                  | 3.0                                  | 165.0     |           | 충청남도   | 천안시 | 수 도 권 외 구 간             |
| P170       | 봉명           | Bongmyeong                       | 鳳鳴                  |                         | 1.5                                  | 166.5     |           | 충청남도   | 천안시 | 수 도 권 외 구 간             |
| P171       | 쌍용(나사렛대) | Ssangyong (Korea Nazarene Univ.) | 雙龍(나사렛大)        |                         | 1.5                                  | 168.0     |           | 충청남도   | 천안시 | 수 도 권 외 구 간             |
| P172       | 아산           | Asan                             | 牙山                  | 경부고속선 (천안아산역) | 1.5                                  | 169.5     | 아산시    | 충청남도   |        | 수 도 권 외 구 간             |
| P173       | 탕정           | Tangjeong                        | 湯井                  |                         | 1.8                                  | 171.3     | 아산시    | 충청남도   |        | 수 도 권 외 구 간             |
| P174       | 배방           | Baebang                          | 排芳                  |                         | 3.1                                  | 174.4     | 아산시    | 충청남도   |        | 수 도 권 외 구 간             |
| P175       | 풍기           | Pungi                            | 豊基                  |                         |                                      |           | 아산시    | 충청남도   |        | 수 도 권 외 구 간             |
| P176       | 온양온천       | Onyangoncheon                    | 溫陽溫泉              | 장항선                  | 4.9                                  | 179.3     | 아산시    | 충청남도   |        | 수 도 권 외 구 간             |
| P177       | 신창(순천향대) | Sinchang(Soonchunhyang Univ.)    | 新昌(順天鄕大)        | 장항선                  | 5.1                                  | 184.0     | 아산시    |            |        | 수 도 권 외 구 간             |

### 경부고속선
| 역 번호 | 역명     | 로마자 역명         | 한자 역명 | 접속 노선                    | 역간 거리 | 누적 거리 | 소재지     | 소재지 |
| ------- | -------- | ------------------- | --------- | ---------------------------- | --------- | --------- | ---------- | ------ |
| P144    | 금천구청 | Geumcheon-gu Office | 衿川區廳  | ● 수도권 전철 1호선 (신창행) | 1.2       | 85.7      | 서울특별시 | 금천구 |
| P144-1  | 광명     | Gwangmyeong         | 光明      | 경부고속선                   | 4.7       | 90.4      | 경기도     | 광명시 |

### 병점기지선
| 역 번호 | 역명   | 로마자 역명 | 한자 역명 | 접속 노선                    | 역간 거리 | 누적 거리 | 소재지 | 소재지 |
| ------- | ------ | ----------- | --------- | ---------------------------- | --------- | --------- | ------ | ------ |
| P157    | 병점   | Byeongjeom  | 餠店      | ● 수도권 전철 1호선 (신창행) | 4.3       | 117.7     | 경기도 | 화성시 |
| P157-1  | 서동탄 | Seodongtan  | 西東灘    |                              | 2.2       | 119.3     | 경기도 | 오산시 |

## 같이 보기
- 수도권 전철
- 서울 지하철 1호선
- 경부선
- 경원선
- 경인선
- 장항선
- 경부고속선
- 병점기지선